# Pardosa sibiniformis
Pardosa sibiniformis là một loài nhện trong họ Lycosidae.
Loài này thuộc chi Pardosa. Pardosa sibiniformis được Guo Tang, Urita & Da-xiang Song miêu tả năm 1995.